# Gaspar Llamazares Trigo
Gaspar Llamazares Trigo (Logronyo, 28 de novembre de 1957) és un polític espanyol, coordinador d'Esquerra Unida fins que va dimitir el 2008, degut als resultats nefastos que va obtenir la coalició.

## Biografia
Segon d'una família de sis germans, va passar la infantesa i joventut a Salinas, municipi asturià de Castrillón. Va estudiar Medicina a la Universitat Autònoma de Madrid i a la Universitat d'Oviedo, on va acabar els estudis. Allà va fundar la revista Bocetos, on es plantejava un enfocament més social de la medicina enfront dels paradigmes biologicistes que aleshores dominaven la ciència mèdica. Després va completar els estudis amb un màster de Salut Pública a la Universitat de l'Havana. El 1985 es va incorporar com a docent al Departament de Medicina Preventiva de la Universitat de Santiago de Compostel·la i més tard a la Unitat Docent de Medicina de Família a Cazoña (Cantàbria).
Va iniciar l'activitat política al Partit Comunista d'Astúries el 1981, participant en l'Agrupació de Castrillón i a la Comissió de Salut del Comitè Central. El 1988 va ser elegit Secretari General i Coordinador General d'Esquerra Unida a Astúries, derrotant el sector liderat per Gerardo Iglesias. El 1991 va entrar com a diputat a la Junta General del Principat d'Astúries, va ser portaveu del grup parlamentari d'Esquerra Unida i va continuar una col·laboració mantinguda fins aleshores amb els successius governs socialistes de la regió. El 1995 va ser protagonista de la polèmica ruptura amb el Partit Socialista Obrer Espanyol, que va portar el Partit Popular al govern d'Astúries. A la legislatura 2000-2004 va ser diputat al Congrés per Astúries. Va substituir Julio Anguita com a Coordinador General d'Esquerra Unida l'any 2000. El 14 de març de 2004 va ser elegit diputat per Madrid. A final de 2004 va ser reelegit Coordinador General d'Esquerra Unida per un estret marge de vots, enmig d'una fort divisió interna de la coalició pels dolents resultats electorals i per discrepàncies sobre l'apropament de la coalició al Partit Socialista Obrer Espanyol.
El gener de 2005 va ser confirmat com a Coordinador General d'Esquerra Unida per pocs vots.
Es portaveu titular del grup parlamentari de l'Esquerra Plural i portaveu a la Comissió Constitucional, d'Afers Exteriors i mixta per a la Unió Europea.
Va ser impulsor al costat de Baltasar Garzón del partit polític Actúa a l'agost de 2017.
És casat i té una filla.